# Stazione di Leytonstone High Road
La stazione di Leytonstone High Road è una stazione ferroviaria della linea Gospel Oak-Barking, situata nel quartiere di Leytonstone, facente parte del borgo londinese di Waltham Forest.

## Storia

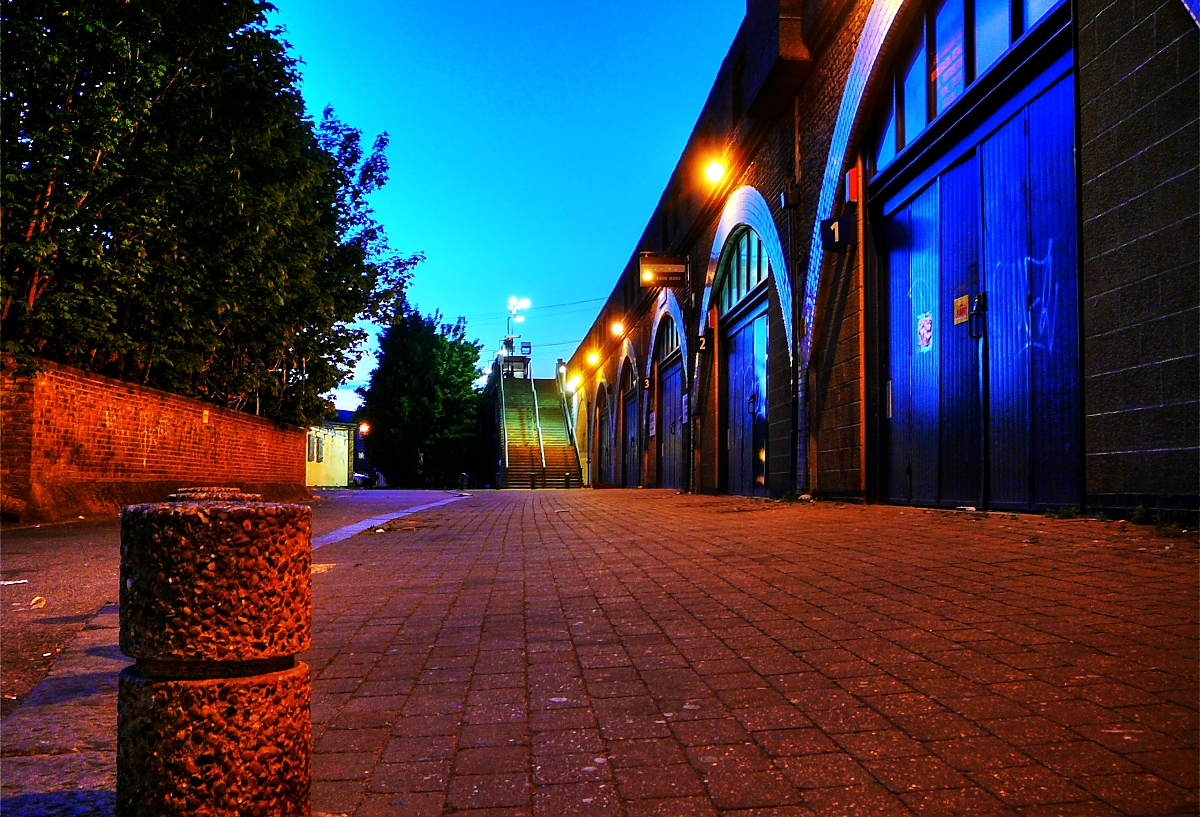
Ingresso della stazione

La stazione fu aperta come Leytonstone il 9 luglio 1894, sulla Tottenham and Forest Gate Railway, una linea ferroviaria che andava da South Tottenham fino a Wanstead Park (in seguito prolungata fino a Woodgrange Park).
La stazione fu rinominata Leytonstone High Road il 1º maggio 1949.
Gli edifici originali in legno furono gravemente danneggiati da un incendio verso la fine degli anni cinquanta e furono ricostruiti nello stile dell'epoca, con lunghe tettoie piatte. Anche queste furono gravemente danneggiate da un incendio e da vandalismo negli anni ottanta. Suscitò polemiche la scoperta che le strutture demolite rappresentavano un rischio per via dell'amianto, malgrado il fatto fosse stato inizialmente negato.
Il deposito merci si trovava dietro la piattaforma est, ma a livello del suolo. Poiché i binari si trovano a un'altezza di circa 6 metri su un viadotto, i vagoni dovevano essere sollevati e abbassati per mezzo di una gru idraulica.
Per molti anni i passeggeri in attesa sulla piattaforma occidentale godevano di una buona visuale del vicino campo di gioco della squadra del Leytonstone FC. Questo club in seguito fu uno dei quattro che si fusero per dare vita all'attuale società del Dagenham & Redbridge e il terreno sul quale sorgeva lo stadio ospita ora un complesso residenziale.
Leytonstone High Road è passata sotto il controllo della London Overground, insieme al resto della ferrovia Gospel Oak-Barking, nel novembre 2007.
Dal 6 giugno 2016 al 27 febbraio 2017 la linea è rimasta chiusa nel tratto a est di South Tottenham, inclusa la stazione di Leytonstone High Road, per i lavori di elettrificazione della linea. È stato fornito un servizio temporaneo di autobus sostitutivi per la durata dei lavori.

## Strutture e impianti
La stazione ha due piattaforme, una per i treni in direzione ovest verso Gospel Oak e una per i treni in direzione est verso Barking. Non c'è una biglietteria, ma solo macchine emettitrici automatiche. La stazione dispone di un parcheggio coperto per biciclette e personale in servizio durante le ore di funzionamento. Le piattaforme, situate a un'altezza di circa 6,1 metri sopra il livello del suolo, sono raggiungibili solo per mezzo di scale e non sono quindi accessibili a passeggeri con disabilità.
Si trova nella Travelcard Zone 3.

## Movimento
L'impianto è servito dalla linea Suffragette della London Overground.
Il servizio usuale negli orari di morbida presenta il seguente schema:
- 4 treni all'ora in direzione Gospel Oak;
- 4 treni all'ora in direzione Barking.

## Interscambi
La stazione consente l'interscambio con la stazione di Leytonstone della linea Central della metropolitana di Londra. La distanza fra le due stazioni è di circa 800 metri a piedi.
Nelle vicinanze della stazione effettuano fermata alcune linee automobilistiche, gestite da London Buses.
- Stazione metropolitana (Leytonstone, linea Central)
- Fermata autobus